# Sweetwater (Tennessee)
Sweetwater è un comune degli Stati Uniti d'America, situato nello Stato del Tennessee, diviso tra la Contea di Monroe e la Contea di McMinn.